# Dworp
Dworp település a belgiumi Flamand-Brabant tartományban található Beersel község része, Brüsszeltől délre kb. 12 km-re fekszik.
Teljes területe 9,61 km², lakossága 5319 fő (2005-ös adat). Dworp 1976-ig saját önkormányzattal rendelkezett, ekkor vonták össze a Beeserl községet alkotó többi településsel.

## Látnivalók, érdekességek
- A városháza és a főtéren található, 17. szd-i pellengér
- A Gravenhof kastély
- Destelheide oktatási központ
- Le Fresnaye cserkésztábor

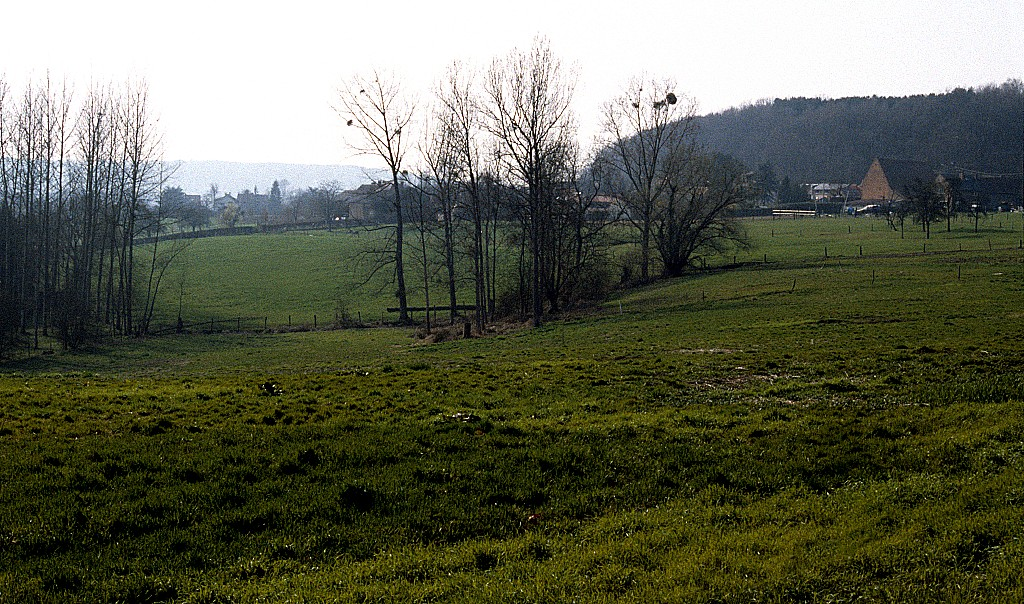
A falu környéke
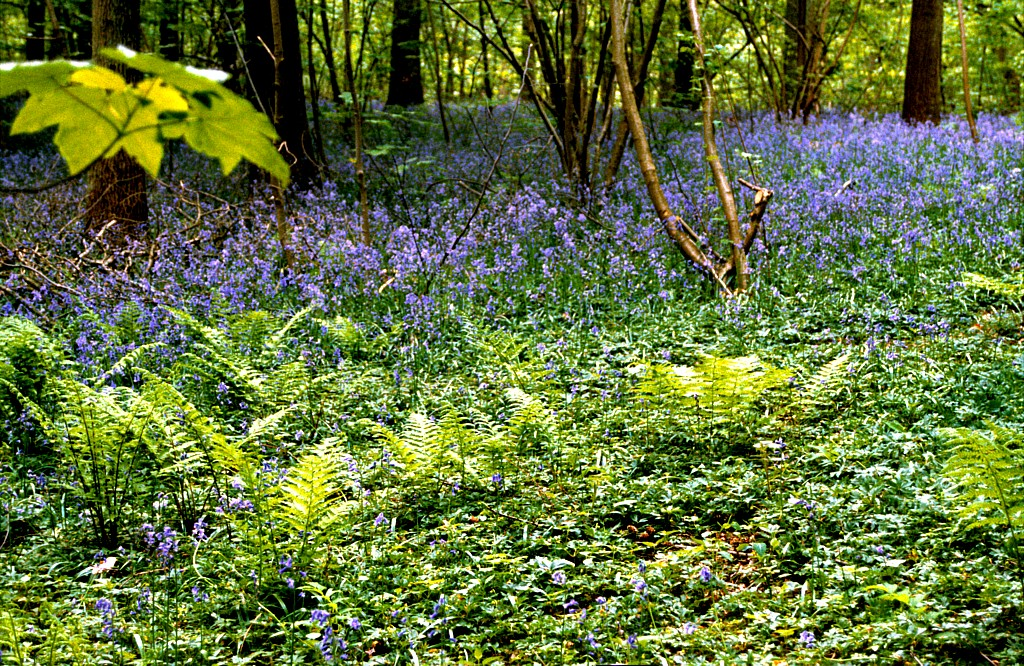
Tavaszi virágok a Hallerbos-ban
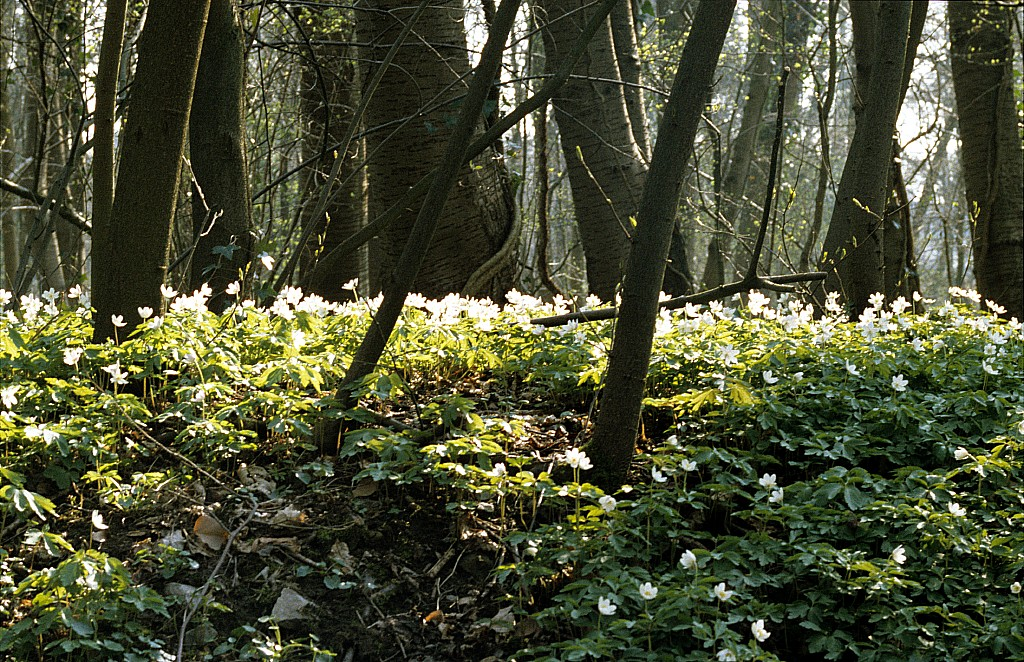
Tavaszi virágok a Hallerbos-ban
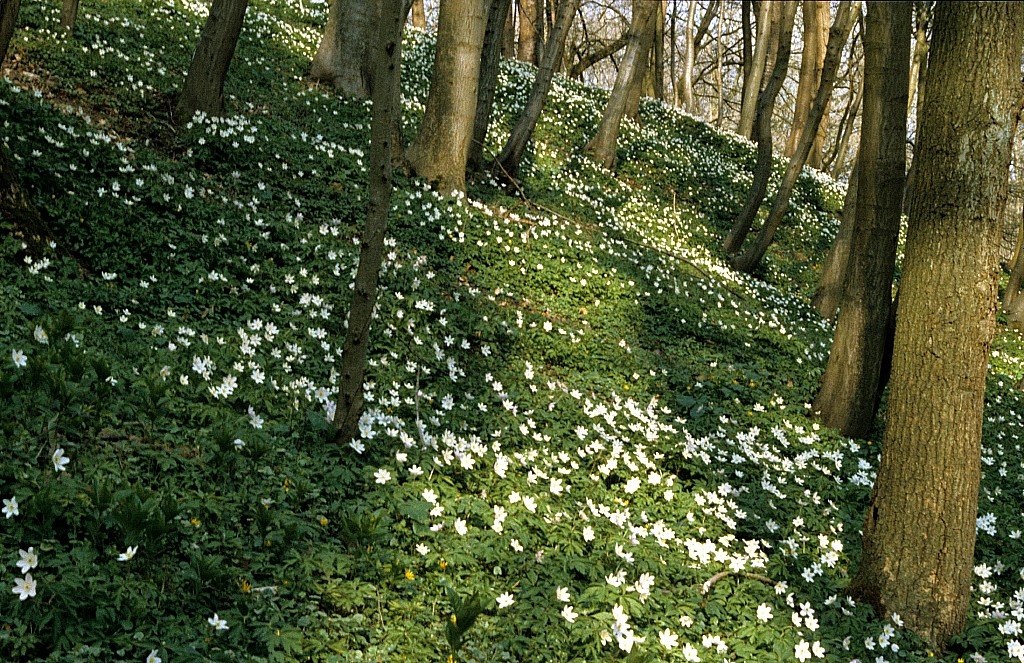
Tavaszi virágok a Hallerbos-ban